# Angelo Gatto
Angelo Gatto (23 de septiembre de 1922 - 21 de marzo de 2018) fue un pintor italiano, procedente del Véneto, conocido por sus mosaicos de estilo bizantino y por sus restauraciones en iglesias.

## Biografía
Nació en Quinto di Treviso, cerca de Treviso, en 1922, en una familia de agricultores. Desde muy joven demostró pasión y capacidad hacia el arte y siendo adolescente fue enviado a estudiar a la Academia de Bellas Artes de Venecia.
A la edad de 25 años fue encarcelado en el campo de concentración nazi de Bergen-Belsen, Alemania. Se las arregla para escapar vendiendo sus cuadros. Posteriormente, tras regresar a Treviso, comenzó a restaurar varias iglesias y pintar frescos en varias villas venecianas.